# Зенушкин, Степан Сергеевич
Степан Сергеевич Зенушкин (1 февраля 1901, д. Перекаль, Рязанская губерния, Российская империя — 25 июня 1970, Москва, СССР) — советский военный журналист, редактор и руководитель ряда армейских и флотских издательств,  генерал-майор береговой службы (03.11.1951).

## Биография
Родился 1 февраля 1901 года в деревне Перекаль,  ныне в Рыбновском районе, Рязанской области. Русский. 
С декабря  1922 года по  июнь 1925 года проходил срочную службу в Военно-Морских Силах РККА, член ВКП(б) с 1924 года. После увольнения в запас на партийной и журналистской работе в органах периодической печати. С сентября 1929 года — слушатель Коммунистического университета им. Я. М. Свердлова. С 1931 года , после окончания университета — на партийной и журналистской работе, в том числе на должности  заведующего экономическим отделом газеты «Правда». 
С октября 1939 года вновь на службе в ВМФ СССР, где занимает должность — старший инструктор отдела по работе военно-морских учебных заведений, а с августа 1940 года — отдела печати Главного политуправления ВМФ. С началом Великой Отечественной войны, в июле 1941 года - заместитель редактора газеты «Красный черноморец» - главного органа печати Черноморского флота, а с февраля 1942 года полковой комиссар  Зенушкин назначен главным редактором  этой газеты. Принимал участите в обороне Одессы и Севастополя, выезжал на передовые позиции, боевые корабли, предоставлял для газеты яркие, содержательные материалы о подвигах матросов, старшин и офицеров. Во время боевых действий был ранен. 
В январе 1944 года полковник Зенушкин назначается заместителем ответственного редактора газеты «Красный флот» — центрального органа печати Наркомата ВМФ СССР. В 1948 году окончил Курсы переподготовки политического состава при Военно-политической академии им. В. И. Ленина, и продолжил служить на прежней должности.  С сентября 1951 года — ответственный редактор газеты «Красный флот». С 3 ноября 1951 года — генерал-майор береговой службы, с 5 мая 1952 года — генерал-майор (переаттестован). С мая 1953 года — заместитель главного редактора  советской центральной военной газеты «Красная звезда». С июля  по сентябрь 1954 года  — главный редактор газеты «Советский флот». С 11 января 1955 года — генерал-майор Зенушкин в отставке по болезни.
Скончался 25 июня 1970 года в городе Москве, похоронен там же на Головинском кладбище.

## Награды
- орден Отечественной войны I степени (21.07.1945)[3];
- орден Отечественной войны II степени (03.02.1944)[4];
- два ордена Красной Звезды (24.07.1942[5], 13.06.1952[6][7])
  - медали в том числе:
  - «За боевые заслуги» (30.04.1947)[8][7];
  - «За оборону Одессы» (1943)[6];
  - «За оборону Севастополя» (1943)[6];
  - «За оборону Кавказа» (1944)[6];
  - «За победу над Германией в Великой Отечественной войне 1941—1945 гг.» (1945)[6];
  - «За победу над Японией» (1945)[6];
- наградное оружие (1954)[2].